# 侍所
侍所（さむらいどころ）は、鎌倉幕府と室町幕府において、軍事・警察を担った組織。
侍所は古く「さぶらいどころ」ともいわれ、「侍（さぶら）い」、すなわち貴人の傍に控え、家政を取り仕切ったり、その身辺を警護する従者の詰所という意味であった。平安時代末期には親王、内親王、摂関家の邸宅に置かれ、家人や東国武士などが常駐した。

## 平安時代における侍所
元々は清涼殿の殿上（殿上人の待機場所）を指して「侍所」と称していたのが始まりである。ただし、待機場所と言っても殿上人の出勤の有無を確認するための日給簡や蔵人がつける業務日誌である殿上日記が入った日記櫃が設置されており、殿上人の統制のための空間としての意味合いもあったと考えられている。
10世紀には後院や有力貴族の邸宅にも侍所が置かれ、摂関家では藤原忠平の時代には置かれている。当初は殿上と同じように家臣の待機場所としての役割を果たしていたと考えられており、忠平の子孫である藤原実資の侍所には別当は置かれていても他の専属職員はほとんどいなかったと推定され（『小右記』からの推測）、藤原道長の『御堂関白記』には侍所に関する記述がほとんど残されていない。家政機関化するのは11世紀中期（摂関家では藤原頼通の時代）とみられ、所司や勾当といった役職もこの頃から出現することになる。そして、12世紀に入ると多くの貴族家で一般化していくことになる。
12世紀の侍所は大夫としての身分を持っていた別当と所司以下の一般職員である侍の2階層に分けることが出来る。主な任務としては警護活動や儀式における雑事の奉仕が挙げられるが、他にも政所などの他の家政機関を含めた職員の着到（出勤）の管理や夜間の宿直なども担当していた。別当は家政機関全体の運営に関与する「職事」の一員でもあり、侍所の統括と共に様々な儀式の準備や運営、必要な物資の調達活動にもあたっていた。所司は侍所の専属職員の筆頭であり、別当に代わって侍所の業務を担う他、職員の召集や不在者の出仕督促を含めた着到の管理業務の責任者でもあった。

## 鎌倉幕府の職務
鎌倉幕府は将軍源頼朝の下に、侍所・公文所（のち、政所）・問注所の三つの機構を置き、侍所は侍（御家人）を統率する機構で、今で言う、警察の役割・戦時における軍令司令部の役割で、軍事や警備、罪人の収監などを行った。
所司（しょし）または侍所司（さむらいどころのつかさ）と呼ばれる役職についた有力御家人が統制し、所司の中で最高位の者は別当（べっとう）と呼ばれた。鎌倉幕府の侍所は源頼朝によって治承4年（1180年）に設置され、別当は初め和田義盛らが務めたが、和田合戦により義盛が討たれると、以後は執権北条氏が別当を兼ね、所司を北条氏家令長崎氏がほぼ世襲している。
元は平氏政権において伊藤忠清が坂東八か国の武士を統率する「侍別当」に任じられたのに対応して、和田義盛が頼朝に嘱望したとする謂われがある（『延慶本平家物語』『吾妻鏡』治承4年11月17日条）。この話が事実とするならば、貴族の家政機関である侍所とは異なる流れの中で成立した可能性が高い。その後、頼朝の地位上昇と共に家政機関としての侍所の要素も加わるようになり、建久年間には別当である和田義盛が家政機関の部分を含めた軍事全般を、所司である梶原景時が鎌倉幕府の組織の根幹とも言える御家人の統制を行うようになる。しかし、違う流れを汲む2つの組織の結合とも言える侍所の組織は不完全なものであり、侍所の職掌の整理が図られて内部の分業が進むのは、景時・義盛が失脚する建保6年（1218年）以降のこととなった。

## 室町幕府の職務
建武3年（1336年）、鎌倉幕府の組織に倣い政所（まんどころ）、問注所とともに設置される。初期の室町幕府は初代将軍足利尊氏と実弟の直義の2頭体制であったが、侍所頭人は足利家執事の高師直の兄にあたる高師泰であることから、侍所は将軍直轄機関であったと考えられている。
鎌倉幕府と同じく御家人や武士の統率が主な職務であり、検断や所務沙汰関係などは附属された検断方において行われていたが、徐々に侍所に移管していく。2代将軍足利義詮の時代には、検非違使庁の職務が侍所へ移り、山城全体の治安維持を行う市中警察権や徴税権を掌握している。3代将軍足利義満の時代には山城守護が別に置かれ、侍所は純粋に京都を室町殿直轄領として管轄する機関となる。応永5年（1398年）からは、赤松氏、一色氏、京極氏、山名氏が交代で所司を務め、所司の家臣が所司代を務める様になり、これらの四氏は四職（ししき）と呼ばれた。
所司または頭人（とうにん）などと呼ばれる役職が統率し、所司代（しょしだい）が所司を補佐した。侍所の軍事力は所司を務める大名の兵力に依存するところが大きく、実際には所司の重臣が任じられた所司代がその指揮にあたった。土一揆の鎮圧など大規模な軍事力を要する場合には他の大名や権門の協力を仰いだ。実務処理は奉行人が行い、下級役人として小舎人、雑色などが編成された。他に事務方として開闔（かいこう）が置かれ、監察役である目附や取調官に相当する寄人（よりうど）などがいた。
しかし、室町末期から戦国時代にかけては所司・所司代は置かれず、幕府奉行人である松田氏か飯尾氏のいずれかが開闔として所司・所司代の代わりに侍所の指揮を執った。開闔は侍所の責任者として在京が義務付けられ、京都の治安維持や禁獄の管理、将軍や他の権門による検断に関する助言などを行った。また、開闔は室町中期以降、京都周辺の地侍や腕に自信がある浮浪者などを傘下に加えて独自の軍事力を持つようになり、応仁の乱以降、所司の軍事力による支援が期待できなくなると、開闔の被官が他の侍所の職員とともに治安維持に従事した。また、開闔の軍事力はそのまま足利将軍家の軍事力の一翼を担っており、当時の記録よりおよそ200-300人程度が動員できたと推定される。

### 侍所頭人
| 就任者     | 在任期間        |
| ---------- | --------------- |
| 三浦貞連   | 1336年          |
| 佐々木仲親 | 1336年          |
| 高師泰     | 1336年          |
| 三浦高継   | 1337年          |
| 南宗継     | 1338年 - 1339年 |
| 細川和氏   | 1340年          |
| 細川顕氏   | 1340年 - 1344年 |
| 仁木義長   | 1344年          |
| 山名時氏   | 1345年          |
| 細川顕氏   | 1346年          |
| 仁木頼章   | 1350年          |
| 細川頼春   | 1352年          |
| 京極秀綱   | 1352年          |
| 土岐頼康   | 1353年 - 1354年 |
| 佐竹義篤   | 1354年 - 1357年 |
| 京極高秀   | 1357年 - 1363年 |
| 土岐直氏   | 1364年 - 1365年 |
| 斯波義種   | 1365年 - 1366年 |
| 仁木頼夏   | 1366年          |
| 今川貞世   | 1366年 - 1367年 |
| 今川国泰   | 1368年          |
| 土岐康行   | 1369年          |
| 京極高秀   | 1370年 - 1372年 |
| 土岐義行   | 1373年          |
| 今川国泰   | 1373年          |
| 細川頼元   | 1373年 - 1375年 |
| 山名時義   | 1375年          |
| 畠山基国   | 1376年          |
| 山名氏清   | 1377年          |
| 今川泰範   | 1378年          |
| 山名義幸   | 1378年 - 1379年 |
| 土岐詮直   | 1380年          |
| 一色詮範   | 1381年 - 1383年 |
| 山名時義   | 1384年 - 1385年 |
| 土岐満貞   | 1385年          |
| 山名時義   | 1386年          |
| 赤松義則   | 1388年          |
| 土岐満貞   | 1388年 - 1389年 |
| 赤松義則   | 1389年 - 1391年 |
| 畠山基国   | 1392年 - 1394年 |
| 京極高詮   | 1394年 - 1398年 |
| 赤松義則   | 1399年 - 1402年 |
| 土岐頼益   | 1403年 - 1403年 |
| 京極某     | 1403年          |
| 一色某     | 1405年 - 1406年 |
| 赤松義則   | 1406年 - 1408年 |
| 京極高光   | 1409年          |
| 赤松満祐   | 1411年 - 1413年 |
| 山名時熙   | 1414年          |
| 一色義貫   | 1414年 - 1421年 |
| 京極高数   | 1421年 - 1428年 |
| 赤松満祐   | 1428年 - 1432年 |
| 一色義貫   | 1432年 - 1436年 |
| 赤松満祐   | 1438年          |
| 土岐持益   | 1439年          |
| 山名持豊   | 1440年 - 1441年 |
| 京極持清   | 1441年 - 1447年 |
| 一色教親   | 1447年 - 1449年 |
| 京極持清   | 1449年 - 1466年 |
| 赤松政則   | 1471年 - 1483年 |
| 京極材宗   | 1485年          |

### 侍所開闔
| 就任者           | 法名 | 通称                               | 在職期間                                | 備考 |
| ---------------- | ---- | ---------------------------------- | --------------------------------------- | --- |
| 飯尾貞兼         |      | 左衛門大夫入道                     | 康永3年（1344年） - ？                  | 貞兼は暦応1年（1338年）から文和1年（1352年）にかけて、右筆方奉行人の一人を務めた。 |
| 斎藤基能         | 玄観 | 藤内右衛門尉                       | 文和1年（1352年） - 文和2年（1353年）   | 基能は延文2年（1357年）から応永5年（1398年）にかけて、右筆方奉行人の一人を務めた。応安5年（1372年）、彼は評定衆の一人に任命され、恩賞奉行も兼務した。                                                                              |
| 松田直頼         |      | 豊前守                             | 応永25年（1418年） - 応永29年（1422年） | 直頼は応永17年（1410年）から応永29年（1422年）にかけて、右筆方奉行人の一人を務めた。 |
| 飯尾為行         | 真妙 | 加賀守、加賀入道                   | 嘉吉1年（1441年） - ？                  | 為行は応永32年（1425年）から宝徳1年（1449年）にかけて、右筆方奉行人の一人を務めた。永享8年（1436年）、彼は寺奉行に任命された。 |
| 布施貞基         | 祥順 | 民部丞、民部大夫、下野守、下野前司 | 文安4年（1447年） - 長禄2年（1458年）   | 貞基は永享4年（1432年）から文明7年（1475年）にかけて、右筆方奉行人の一人を務めた。寛正6年（1465年）、彼は公文奉行に任命され、次いで公人奉行にも就任した。                                                                          |
| 飯尾之種         |      | 与三左衛門、左衛門大夫、肥前守     | 長禄2年（1458年） - 長禄4年（1460年）   | 之種は文安1年（1444年）から文明5年（1473年）にかけて、右筆方奉行人の一人を務めた。寛正1年（1459年）以前に寺社奉行に就任し、文正1年（1466年）には公文奉行に任命された。同年、彼は出仕を止められ、その兄・為数が新たな開闔となった。 |
| 飯尾為数         |      | 三郎左衛門尉、左衛門大夫、下総守   | 文正1年（1466年） - 応仁1年（1467年）   | 為数は嘉吉3年（1443年）から応仁1年（1467年）にかけて、右筆方奉行人の一人を務めた。宝徳2年（1450年）、為数は政所執事代にに就任し、応仁1年（1467年）、足利義視が幕府近臣から西軍へ内通した侍女を誅殺する過程で為数父子も殺害された。 |
| 治部国通         |      | 四郎左衛門尉、河内守               | 応仁1年（1467年）- 文明6年（1474年）    | 国通は文安1年（1444年）から文明6年（1474年）にかけて、右筆方奉行人の一人を務めた。 |
| 飯尾貞有         |      | 弥六兵衛尉、兵衛大夫、美濃守       | 文明6年（1474年） - 文明11年（1479年）  | 貞有は康正1年（1455年）から文明13年（1481年）にかけて、右筆方奉行人の一人を務めた。 |
| 松田貞康（貞頼） |      | 九郎左衛門尉、豊前守               | 文明11年（1479年） - 文明16年（1484年） | 貞康は享徳3年（1454年）から文明16年（1484年）にかけて、右筆方奉行人の一人を務めた。 |
| 飯尾為修         | 永承 | 三郎左衛門尉、肥前守               | 文明16年（1484年） - 長享1年（1487年）  | 為修は寛正6年（1465年）から長享1年（1487年）にかけて、右筆方奉行人の一人を務めた。 |
| 清元定           |      | 式部大夫、筑後守                   | 長享1年（1487年） - 長享1年（1487年）   | 延徳2年（1490年）、元定は修理替物奉行に任命された。 |
| 飯尾為規         |      | 与三左衛門衛、左衛門大夫、肥前守   | 長享1年（1487年） - 明応1年（1492年）   | 為親は文明10年（1478年）から永正1年（1504年）にかけて、右筆方奉行人の一人を務めた。 |
| 松田頼亮         |      | 九郎左衛門尉、左衛門大夫、豊前守   | 明応1年（1492年） - 明応2年（1493年）   | 頼亮は文明17年（1485年）から永正5年（1508年）にかけて、右筆方奉行人の一人を務めた。 |
| 飯尾兼連（元行） | 善久 | 新右衛門尉、大蔵大夫、大和守       | 明応2年（1493年） - 明応3年（1494年）   | 兼連は文明17年（1485年）から永正5年（1508年）にかけて、右筆方奉行人の一人を務めた。 |
| 松田頼亮（再任） |      | 豊前守                             | 明応3年（1494年） - 永正3年（1506年）   | |
| 松田頼康         |      | 豊前守                             | 天文6年（1537年） - ？                  | 頼康は大永2年（1522年）から天文14年（1545年）にかけて、右筆方奉行人の一人を務めた。 |
| 松田盛秀         |      | 右衛門尉、対馬守                   | 天文14年（1545年） - 永禄6年（1563年）  | 盛秀は大永2年（1522年）から天文22年（1553年）にかけて、右筆方奉行人の一人を務めた。 |

## 年表
| 和暦                | 西暦   | 月日 （旧暦） | 内容 | 出典     |
| ------------------- | ------ | ------------- | --- | -------- |
| 治承4年             | 1180年 | 11月17日      | 源頼朝が和田義盛を前から望んでいた侍所の別当に任じる。 | 吾妻鏡   |
| 建久2年             | 1191年 | 1月15日       | 梶原景時が所司を務めている。 | 吾妻鏡   |
| 建久3年             | 1192年 | 7月26日       | 源頼朝が征夷大将軍に任じられ、鎌倉幕府が開かれる。 | 吾妻鏡   |
| 建久5年             | 1194年 | 5月24日       | 大友能直が義盛、景時に故障があった際の代理を命じられる。 | 吾妻鏡   |
| 建久6年             | 1195年 | 3月12日       | 東大寺の供養が行われ、侍所司の義盛、景時らは警備を命じられる。                                                                                                  | 吾妻鏡   |
| 正治元年            | 1199年 | 1月13日       | 源頼朝が亡くなる。 |          |
| 正治元年            | 1199年 |               | 景時は鎌倉を追放される。 |          |
| 正治2年             | 1200年 | 1月20日       | 梶原景時の変により景時は討たれる。 | 吾妻鏡   |
| 正治2年             | 1200年 | 2月5日        | 別当に就任していた景時に代わり義盛が再任される。 | 吾妻鏡   |
| 建暦2年             | 1212年 | 6月7日        | 侍所で宿直による乱闘が起こり二名が亡くなる。 | 吾妻鏡   |
| 建暦3年             | 1213年 | 5月3日        | 和田合戦により義盛は討たれる。 | 吾妻鏡   |
| 建暦3年             | 1213年 | 5月5日        | 北条義時が別当に就任する。 | 吾妻鏡   |
| 建暦3年             | 1213年 | 5月6日        | 金窪行親が所司に就任する。 | 吾妻鏡   |
| 建保6年             | 1218年 | 7月22日       | 所司に5人が就任する。北条泰時が別当に就任し、二階堂行村、三浦義村らと共に御家人を扱う。大江能範は将軍の外出や邸内の雑事、伊賀光宗は御家人の随行への督促を行う。 | 吾妻鏡   |
| 安貞2年             | 1228年 | 12月29日      | 来年の将軍家の参詣へ随行する御家人の一覧が与えられ、督促を指示される。                                                                                          | 吾妻鏡   |
| 暦仁2年             | 1239年 | 5月2日        | 所司の行親が、訴訟で罪を咎められた御家人を預かる。 | 吾妻鏡   |
| 仁治2年             | 1241年 | 6月16日       | 罪人が逃走し三ヶ月を過ぎれば、その財産は寺社の修理に用いる事が議定され、その周知を命じられる。                                                                  | 吾妻鏡   |
| 建長6年             | 1254年 | 10月10日      | 鎌倉の諸機関で怠慢が問題となり、侍所においても小舎人の鎌倉内での騎乗が禁止される。                                                                              | 吾妻鏡   |
| 正嘉2年             | 1258年 | 3月1日        | 平三郎左衛門の尉盛時が所司を務めている。 | 吾妻鏡   |
| 嘉元3年             | 1305年 | 4～5月        | 北条貞時が侍所の代官を務めている。 | 保暦間記 |
| 元徳2年             | 1330年 | 5月10日       | 幕府への謀反を企てた日野資朝と日野俊基が、他の普通の罪人と同様に侍所へと預けられる。                                                                            | 太平記   |
| 元弘3年             | 1333年 | 5月           | 鎌倉幕府が滅びる。 |          |
| 建武3年             | 1336年 |               | 中国攻めを行った新田義貞軍の侍所を長浜が務めており、降伏してきた足利軍の美濃権介佐重と会っている。                                                              | 太平記   |
| 暦応元年            | 1338年 | 8月           | 足利尊氏が征夷大将軍に任ぜられ、室町幕府が開かれる。 |          |
| 暦応元年            | 1338年 |               | 幕府が権力を掌握し、侍所は五摂家から賄賂を贈られる様になる。 | 太平記   |
| 康永元年            | 1342年 |               | 9月の後、侍所の細川顕氏が、光厳上皇の牛車に矢を射掛けた土岐頼遠の処刑を命じられ執行する。                                                                       | 太平記   |
| 興国6年 康永4年     | 1345年 | 8月29日       | 侍所の山名時氏が、後醍醐天皇を弔う天龍寺の法要への行列を先導している。                                                                                          | 太平記   |
| 正平7年 観応3年     | 1352年 | 2月27日       | 侍所の細川頼春が、京に攻め入った南朝軍に討たれる。 | 太平記   |
| 正平8年 文和2年     | 1353年 |               | 侍所の佐々木秀綱が、南朝に京を追われ東近江へと逃れる北朝と幕府の警護に当たっていた所を堀口貞祐に討たれる。                                                      | 太平記   |
| 正平16年 康安元年   | 1361年 | 12月2日       | 侍所の佐々木高秀が、摂津で南朝の細川清氏と対する。 | 太平記   |
| 康安元年 ～ 貞和4年 |        |               | 都筑入道が所司代を務めており、京に潜伏し幕府への夜襲を計画していた三宅高徳の一派を討つ。                                                                        | 太平記   |
| 貞治6年             | 1367年 | 3月29日       | 侍所の今川貞世が、清涼殿で開かれた歌会を警備する。 | 太平記   |
| 応永2年             | 1395年 | 3月10日       | 所司の京極高詮が、明徳の乱に敗れ京の五条坊門高倉に潜伏していた山名満幸を討つ。                                                                                  |          |
| 文明18年            | 1486年 | 8月17日       | 所司の京極経秀の家中で内紛が生じて所司代の多賀高忠が自害。以降、所司・所司代の存在は確認されなくなる。                                                          |          |

その他、吾妻鏡には宴会が行われた、荷物が置かれたなどの記述もある。